# 没谨忙
没谨忙（?—?），8世纪前期小勃律（今吉爾吉特）国王。
唐玄宗开元初年，没谨忙到唐朝朝贡，唐玄宗以儿子待他，以小勃律之地为绥远军。小勃律靠近吐蕃，多次被吐蕃所困。吐蕃声称：“我不是图谋你国，借道攻安西四镇。”开元十年（722年），吐蕃夺小勃律九城，没谨忙向北庭节度使张孝嵩求救：“勃律，是唐朝西门。失去了，则西方诸国都陷于吐蕃，请都护考虑。”张孝嵩派遣疏勒副使张思礼率步骑精兵四千倍昼夜驰往，与没谨忙出兵，夹击大破吐蕃，杀吐蕃军数万，多取铠仗、马羊，收复九城。玄宗下诏册为小勃律王；没谨忙派遣大首领察卓那斯摩没胜入谢。没谨忙去世后，其子难泥继位。难泥死后，难泥兄麻来兮继位。麻来兮死后，苏失利继位，吐蕃嫁给他女儿，他开始依附吐蕃。天宝六载（747年），安西副都护高仙芝伐小勃律，大胜。擒获苏失利夫妻，改其国号归仁，置归仁军，以千人镇守。苏失利授右威卫将军，宿卫长安。